# Olivera Skoko
Olivera Skoko (Zrenjanin, 1974.), srpska književnica, spisateljica i povjesničarka umjetnosti

## Životopis
U Beogradu diplomirala je povijest umjetnosti na Filozofskom fakultetu. Zaposlena kao kustosica u Narodnom muzeju u Zrenjaninu. Vodi likovnu zbirku, organizira izložbe, promocije, predavanja i razne druge kulturne sadržaje. Članica je ICOM-a (International Council Of Museums) i Muzejskog društva Srbije.
Piše tekstove u stručnim publikacijama i književnim časopisima. Objavila dva romana. Roman Perast-Amsterdam objavila 2004. godine u izdanju Matice srpske. Sljedeće godine bio u najužem izboru za nagradu "Žensko pero". Krajem ljeta 2015. u izdanju Gradske narodne knjižnice "Žarko Zrenjanin" objavila roman Korčulanski đir, a uz podršku Grada Zrenjanina. Roman obiluje detaljima, događajima i ličnostima iz korčulanske prošlosti s početka 18. stoljeća.

## Vanjske poveznice
- Dubrovački vjesnik Korčulanski đir Olivere Skoko